# 古代エジプト美術
ギリシアの哲学者プラトンが、「エジプト美術は10000年を経ても変わっていない」といっているように、エジプト文明は保守的、伝統的とされていた。エジプト美術は宗教、特に死後の世界との接点が多く見られる。人々は死後、魂が再びミイラや像を通して住めるようにと、作られたという。同じ流れで死後の墓、神々に捧げる神殿などには堅牢な石造で粋を凝らす一方、現世の人々の住む住居は葦や日干し煉瓦造りの粗末な物であった。朽ちにくい石造には永遠性への観念が込められていた。古代エジプト人ほど「永遠」という言葉を好んだ民族はないといわれる。「太陽のごとく永遠に」、「永遠永劫に」、「永遠の生命、健康、富」　といった言葉は繰り返し墓所内に刻まれた。

## 平面芸術（絵画、レリーフ等）
エジプトの絵のスタイルは、約2500年もの間、ほぼ同じスタイルで描かれ続けてきた。大きな特徴は、正面を向いた胴体に、横向きの顔と両足という固定したスタイルである。この特徴性のため誰にでも「エジプト風」と分かるほどである。このような直立し、凝固したようなポーズはファラオの神々しい姿を表し、描かれている。「静」の美は古代エジプト人の美意識の中心をなすもので、永遠性と結びついていた。
技法的には、岩山を穿って築いた墳墓の壁画などは表面処理を施してから更に漆喰を下地としてその上に描く方法が一般的であった。顔料は鉱物性の粉末を玉にし、使うときにはこれを砕き、少量のゴムを混ぜた水に溶かして描く。主色はオーカー系の赤・黄・褐色で青・緑系は酸化銅から、黒は煤から作られた。彫りやすい石灰石質であれば浮き彫りを施すこともあるが彫刻工ではなく画工が担当し、二つの職は明確に分けられていたようである。

### 主なルール
時代によって若干変化するが、複数の人物や神々が描かれる際には一定のルールが存在する。
- 頭や胴体、足は一定の比率で描く。
- 地位の高い人物は、より大きく描く。
- 顔は横顔とするが、目は正面を向いて描く。
- 肩、胸、腕は正面を向けて描くが胴体と足は横向きとする。
- 足は左右の区別が付くように描き分けない。土踏まずを描く場合には、両足に描く。
- 遠近法を使わないが、集団を描くときには上下左右にずらして、少しずつ重ねて描く。

## 立体芸術（彫刻）
絵画のように平面に転写するという過程を踏まず、直接的に伝わる表現が出来るため比較的写実性に即した物になっている。この場合でもあまり動的な物は好まれない。また、型（フォルム）に嵌ったような作品が多いのも特徴で、個性というものが薄く均一な印象を与えるが、これは多くの物と比べてみたときに顕著である。 
立体芸術のなかで一番有名なのはツタンカーメン王の黄金の仮面であろう。これは純金の打ち出しで出来ていて贅沢の粋を凝らした物といえる。ツタンカーメンは19歳の若さで亡くなっており歴史上、あまり大きな業績を残してはいない。しかし、他のファラオの墓はほとんど盗掘されてしまっているのに対し彼の墓は完成以来ほとんど破損がないので、今では最も有名かつ貴重なエジプト遺産となっている。

## アマルナ様式
新王国第18王朝のファラオ、アメンホテプ4世は伝統の多神教アメン信仰を廃して一神教のアテン神を立てるという宗教改革を断行した。これをアマルナ宗教改革と呼ぶ。
その信仰の証として自らアクエンアテン（「アテンに愛される者」の意、イクナートン）と名乗り、自身の姿を奇形に描かせるなど芸術上でも変化を誘導した。この流れに沿った様式はアマルナ様式と呼ばれ、人物の柔弱さ、人間的な叙情性、細かな装飾性が特徴である。
ツタンカーメンはアクエンアテンの後継だったため、彼がアテン信仰からアメン信仰に戻したファラオだったにもかかわらず王家の谷にある墓からはアマルナ様式のものが多く出土。同王の墓から出土の黄金の玉座はアマルナ様式をよく表し、王と妃を表した人物の体格は家庭的な柔らかさがある。
アマルナ改革は急進的すぎたせいもあり神官達の猛反発を受けて結局挫折し、新しい様式もエジプトの伝統と乖離しすぎていたため一時限りのものに終わった。